# Reato complesso
Nel diritto penale il reato complesso è un reato per il quale la legge considera come elementi costitutivi o come circostanze aggravanti fatti che costituirebbero reato per sé stessi. Ad esempio il reato di rapina, che si compone di furto e di violenza privata.
Qualora la legge nella determinazione della pena per il reato complesso, si riferisca alle pene stabilite per i singoli reati che lo costituiscono, non possono essere superati dei limiti massimi.